# 未来潮流
『未来潮流』（みらいちょうりゅう）は、1996年4月6日から1999年4月3日までNHK教育テレビで放送されたトーク番組である。

## 概要
日本国内外の様々な分野で活躍する文化人・学者・経済人などが、自らの言葉と映像イメージで21世紀に向かう知の指針を提示していく。

## 放送時間
いずれも日本標準時。
- 土曜日 20:00 - 21:14 （1996年4月6日 - 1998年3月21日）
- 土曜日 21:00 - 22:14 （1998年4月11日 - 1999年4月3日）